# Ian Stannard
Ian Stannard (ur. 25 maja 1987 w Milton Keynes) – brytyjski kolarz torowy i szosowy, były zawodnik profesjonalnej grupy UCI WorldTeams Team Ineos. 

## Najważniejsze osiągnięcia

### kolarstwo torowe
2005
- 1. miejsce w mistrzostwach Europy juniorów (wyścig druż. na dochodzenie)

2006
- 1. miejsce w mistrzostwach Europy do lat 23 (wyścig druż. na dochodzenie)

### kolarstwo szosowe
2004
- 1. miejsce w mistrzostwach Wielkiej Brytanii juniorów (jazda ind. na czas)

2008
- 3. miejsce w Tour of Britain

2010
- 3. miejsce w Kuurne-Bruksela-Kuurne
- 3. miejsce w mistrzostwach Wielkiej Brytanii (start wspólny)

2011
- 1. miejsce na 5. etapie Österreich-Rundfahrt
- 4. miejsce w Paryż-Tours

2012
- 1. miejsce w mistrzostwach Wielkiej Brytanii (start wspólny)

2013
- 2. miejsce w mistrzostwach Wielkiej Brytanii (start wspólny)
- 6. miejsce w Mediolan-San Remo
- 7. miejsce w Tour of Britain
- 8. miejsce w Bayern Rundfahrt

2014
- 1. miejsce w Omloop Het Nieuwsblad
- 4. miejsce w Tour of Qatar

2015
- 1. miejsce w Omloop Het Nieuwsblad
- 3. miejsce w mistrzostwach Wielkiej Brytanii (start wspólny)
- 4. miejsce w Tour of Qatar

2016
- 1. miejsce na 3. etapie Tour of Britain
- 3. miejsce w E3 Harelbeke
- 3. miejsce w Paryż-Roubaix

2017
- 1. miejsce na 4. etapie Herald Sun Tour

2018
- 1. miejsce na 7. etapie Tour of Britain